# Trachycera
Genre
Trachycera est un genre de lépidoptères (papillons) de la famille des Pyralidae et de la sous-famille des Phycitinae.
Synonyme actuel
- Acrobasis Zeller, 1839

## Liste des espèces rencontrées en Europe
- Trachycera advenella (Zincken 1818)
- Trachycera dulcella (Zeller 1848)
- Trachycera getuliella (Zerny 1914)
- Trachycera legatea (Haworth 1811)
- Trachycera marmorea (Haworth 1811)
- Trachycera niveicinctella (Ragonot 1887)
- Trachycera suavella (Zincken 1818)